# Martín Gianola
Martín Gianola (Buenos Aires, Argentina, 3 de noviembre de 1970 - ibídem, 16 de febrero de 2013) fue un actor y guionista de teatro y televisión argentino. Era primo y sobrino, respectivamente, de los también actores Fabián Gianola y Beto Gianola.

## Biografía
Martín Hugo Gianola era un actor argentino nacido en Buenos Aires. Comenzó a estudiar actuación en el teatro con Carlos Gandolfo, Norman Brisky, Luisina Brando y Eduardo Riba; también hizo tres años de estudio en la Escuela Ditirambo de la Casa del Teatro y varios seminarios de Técnica corporal escénica, Actuación, Caracterización. Era el primo del actor cómico Fabián Gianola.
Era ateo y se dedicó a la lectura de libros de grandes autores como Carl Sagan. En noviembre del 2012 estuvo en Japón, donde trabajó durante quince días junto a su pareja, la bailarina y coreógrafa Tere Sánchez Terraf. 
En el ámbito de la música Martín fue el encargado de la puesta en escena y el desarrollo del concepto artístico del primer DVD de la banda musical Virus, creada por el célebre cantante Federico Moura, denominado Caja Negra, en vivo en el Teatro Coliseo.

## Carrera
Gianola tuvo una amplia trayectoria profesional ya fuera como actor, guionista, docente o director teatral.

### Filmografía
- 2009: Grey Wolf: The escape of Adolf Hitler.

### Televisión
| Año  | Programa                       | Canal      | Personaje/Rol               |
| ---- | ------------------------------ | ---------- | --------------------------- |
| 1987 | Clave de Sol                   | El Trece   | -                           |
| 1989 | Así son los míos               | El Trece   | -                           |
| 1990 | Socorro, quinto año            | Canal 9    | -                           |
| 1991 | Alta comedia                   | Canal 9    | Ricardo                     |
| 1991 | El árbol azul                  | El Trece   | Gonzalo                     |
| 1992 | Princesa                       | Canal 9    | -                           |
| 1992 | Flavia, corazón de tiza        | Canal 9    | -                           |
| 1993 | Regalo del cielo               | Canal 9    | -                           |
| 1994 | Sólo para parejas              | Canal 9    | -                           |
| 1994 | El palacio de la risa          | El Trece   | Varios personajes           |
| 1994 | Sin condena                    | Canal 9    | Walter Bulacio              |
| 1994 | Inconquistable corazón         | Canal 9    | -                           |
| 1995 | Nueve lunas                    | El Trece   | -                           |
| 1995 | Bajamar, la costa del silencio | Canal 9    | Nacho                       |
| 1995 | La hermana mayor               | Canal 9    | -                           |
| 1996 | La nena                        | Canal 9    | -                           |
| 1996 | Sueltos                        | El Trece   | -                           |
| 1997 | De corazón                     | El Trece   | -                           |
| 1998 | Laura y Zoe                    | El Trece   | -                           |
| 1999 | Como vos & yo                  | El Trece   | Facundo Martínez Godoy      |
| 2000 | Primicias                      | El Trece   | Javier Trillo               |
| 2000 | Los médicos de hoy             | El Trece   | Fito                        |
| 2002 | 099 Central                    | El Trece   |                             |
| 2002 | Máximo corazón                 | Telefe     | Nicolás                     |
| 2002 | El precio del poder            | Canal 9    |                             |
| 2002 | Ciudad de pobres corazones     | América TV |                             |
| 2002 | Infieles                       | Telefe     |                             |
| 2004 | La niñera                      | Telefe     | "Nacho" Iraola              |
| 2004 | Epitafios                      | HBO        | Saldaña                     |
| 2005 | Amor en custodia               | Telefe     |                             |
| 2007 | Romeo y Julieta                | Canal 9    | Javier Bustamante           |
| 2007 | Televisión por la identidad    | Telefe     | Doctor del Hospital Militar |
| 2010 | Herencia de amor               | Telefe     | Santiago                    |
| 2011 | Los Únicos                     | El Trece   | Dean Stewart                |

### Teatro
Como actor en:
- Borkman, junto a Arturo Bonín y Juan Carlos Puppo
- Los Justos con Ana Celentano, y dirigida por Marcelo Cosentino
- 5 Gays.com con Diego Olivera, Germán Kraus, Roberto Antier, Gonzalo Urtizberea y Jorge Martínez (en la Calle Corrientes)
- Ver y creer
- La Guarida del Zorro
- El atelier
- Retratos de la ciudad
- Juego cruzado
- Viaje de sol[3]
- Papaito Piernas Larga (obra infantil)
- Romeo y Julieta

Como director en:
- Cenicienta de Rodolfo Ledo
- Los últimos minutos

Fue también docente de teatro en la escuela de Germán Kraus y en el teatro El telégrafo. En sus inicios fue profesor improvisado de teatro en Tigre.

## Radio
Participó en el radioteatro Greta, una mujer más, con libro y dirección de Jorge Luis Suárez, interpretando a Fabián, en un lucido protagónico donde demostró la ductilidad de su voz, y se destacó en escenas muy profundas junto a Liliana Serantes.(Tira que se emitió en 2009 los martes a las 15 en AM-1450 RADIO EL SOL).

### Etapa como guionista
Como guionista, participó en los equipos autorales de ciclos televisivos como:
- De la cama al living
- Un cortado, historias de café
- Autoestima, historias sobre ruedas
- Aquí podemos hacerlo

## Fallecimiento
El actor Martín Gianola murió el mediodía del sábado 16 de febrero del 2013 luego de ser vencido por un cáncer, con el que venía luchando en los últimos dos años y dos meses. A pesar del miedo que tuvo al enterarse de su enfermedad, nunca dejó de trabajar. Unos meses atrás puso en su Facebook: 

"Me parece que me cura más la clase de la noche que la quimio de la mañana"

 Sus restos descansan en el Panteón de Actores del Cementerio de la Chacarita. Tenía 42 años.